# Wrightella braueri
Wrightella braueri är en korallart som beskrevs av Kükenthal 1919. Wrightella braueri ingår i släktet Wrightella och familjen Melithaeidae. Inga underarter finns listade i Catalogue of Life.